# Boson W
Les bosons W+ et W− sont deux particules élémentaires de la classe des bosons ; ce sont plus précisément deux des trois bosons de jauge de l'interaction faible, les médiateurs de cette interaction, le troisième étant le boson Z.
Les bosons W+ et W− sont l'antiparticule l'un de l'autre.

## Découverte
On entendit parler des bosons W pour la première fois en 1973 avec la théorie électrofaible.
La découverte des bosons Z et W fut attribuée en majeure partie au CERN, qui identifia en 1983, lors de collisions proton-antiproton, les deux types de particules avec des propriétés proches de celles prévues par la théorie électrofaible, notamment une masse mesurée d'environ 81 ± 5 GeV/c2 pour W,, soit plus de 80 fois celle d'un proton, supérieure même à celle d'un atome de fer 56. Après cette découverte, le grand collisionneur électron-positron du CERN et le Tevatron ont permis d'affiner la mesure de la masse du boson W.

## Masse
En 2022, après plus de dix ans d'étude, une nouvelle mesure établit la masse du boson W à 80,434 GeV/c2,, soit un écart de 0,09 % avec la masse théorique de cette particule. Cet écart reste à confirmer mais rejoint d'autres résultats expérimentaux qui remettent en question le modèle standard.
En septembre 2024, le CERN mesure la masse à la valeur de 80 360.2 MeV (± 9.9 MeV).